# Princess Engineering Company
Princess Engineering Company Ltd war ein britischer Automobilhersteller.

## Unternehmensgeschichte
Das Unternehmen hatte seinen Sitz in Streatham bei London. Ursprünglich stellte es Stoßdämpfer her. 1922 oder 1923 begann zusätzlich die Produktion von Automobilen. Der Markenname lautete Princess. 1923 endete die Automobilproduktion. Es ist nicht bekannt, wann das Unternehmen aufgelöst wurde.

## Modelle
Das einzige Modell war ein Kleinwagen. Für den Antrieb sorgte ein luftgekühlter V2-Motor von Precision mit 8,9 bhp (6,5 kW) Leistung. Die Kraftübertragung erfolgte mittels einer Kardanwelle. Das Getriebe hatte drei Gänge. Der Neupreis für die viersitzige Limousine betrug 175 Pfund Sterling.